# L'intrusa (film 1927)
L'intrusa. Una straniera a San Menaio è un film del 1927 diretto da C. Louis Martini. È il secondo film muto realizzato in Puglia, prodotto dalla “Garganica Film” di Lucera. È molto importante per la storia del cinema in Puglia perché soltanto tre pellicole mute risultano girate nella regione.
Il titolo “L'intrusa” contraddistingue altri due film successivi: uno nel 1929, con regia di Edmund Goulding, e l'altro nel 1956 con Raffaello Matarazzo che diresse un film dallo stesso titolo.

## Trama

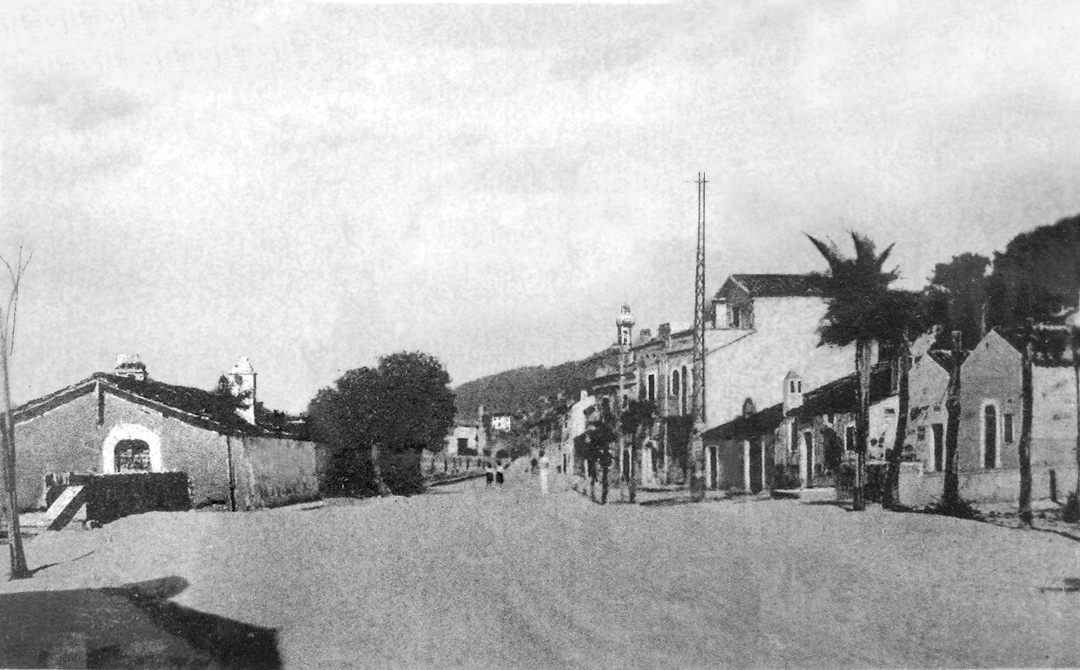
San Menaio nei primi anni del Novecento

Il sottotitolo (“Una straniera a San Menaio”) fa pensare ad un film di impronta turistica, un richiamo per il pubblico, che non conosceva ancora le bellezze naturali di una località, come San Menaio, che solo in seguito sarebbe stata meglio reclamizzata.

## Produzione
Quattro anni dopo la realizzazione di Maria ...vieni a Marcello, la “Garganica Film” mise in cantiere un secondo film, l'ultimo della sua breve stagione; non è stata reperita alcuna copia delle due pellicole da essa prodotte.
Il primo film della Garganica ebbe un largo sfruttamento in tutto il Meridione, a differenza del secondo, L'intrusa, anche noto come Una straniera a San Menaio, ambientato sull'incantevole sfondo di questa località del Gargano.
Interamente girato in provincia di Foggia ed in particolare nel borgo balneare di San Menaio, a cinque chilometri da Vico del Gargano, famoso per la spiaggia e per le foreste di pini d'aleppo.

## Cast
La protagonista è l'attrice Pina Serena, nel ruolo della "straniera". Ricorrono nel film alcuni nomi presenti nel primo film, come quello del regista e dell'operatore.